# Fehn

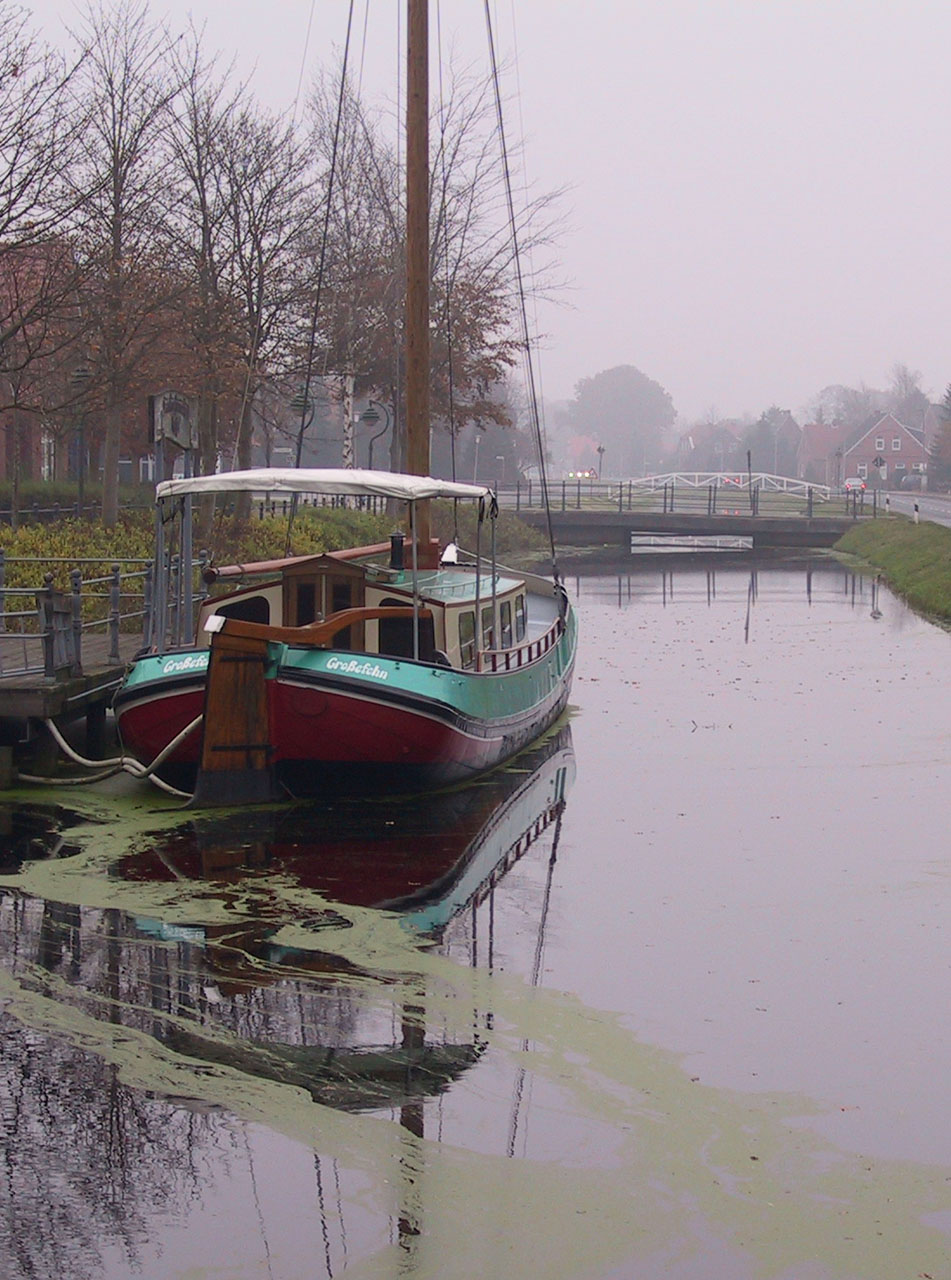
Kanal i Grossefehn där myrkultiveringen började år 1633

Fehn kommer från nederländskan (Veen) och betyder myr. Fehn betecknar de områden i nordvästra Tyskland och Nederländerna där myrar har torrlagts genom att anlägga kanaler och bryta torv. Myrområden har upparbetats till jordbruksmark och inledningsvis användes torven som bränsle. I Tyskland inleddes arbetet på 1600-talet och pågick ända in på 1900-talet. 
Fehnområdena i Tyskland finns framför allt i Ostfriesland, runt Bremen och i Emsland. Bland de mer kända myrområden som har kultiverats märks Teufelsmoor, Grosses Moor, Papenburg, Boekzetelerfehn, Grossefehn och Wiesmoor.